# Ammalo violitincta
Ammalo violitincta là một loài bướm đêm thuộc phân họ Arctiinae, họ Erebidae.